# Chambre de commerce et d'industrie (Côte d'Ivoire)
La Chambre de commerce et d'industrie de Côte d'Ivoire est un organisme chargé de représenter les intérêts des entreprises commerciales, industrielles et de service, d'assurer la formation des entrepreneurs et d'apporter un appui aux entreprises. Sa création remonte au 23 décembre 1908 lorsque le Gouverneur général institue par arrêté, à Grand-Bassam, la première Chambre de commerce de Côte d'Ivoire. Le 17 mai 1963, les Chambres d'industrie et les Chambres d'agriculture sont organisées séparément par décret. Toutefois, la forte imbrication entre l'industrie et le commerce amène, le 8 janvier 1992, le gouvernement ivoirien à regrouper ces activités dans une même chambre placée sous la tutelle du ministère du commerce et de l'industrie.
La Chambre de commerce et d'industrie de Côte d'Ivoire était présidée depuis le 13 décembre 2012 par Nicolas Djibo. Il succède à Jean-Louis Billon, maintenant Ministre du Commerce, de l'Artisanat et de la promotion des PME.
Depuis le 24 août 2016 la Chambre est présidée par Faman Touré et Kouassi Parfait , l'un et l'autre titulaire du Certificat d'Aptitude à la profession de Médiateur - CAP'M, délivré par l'école professionnelle de la médiation et de la négociation - EPMN.